# 昏睡
昏睡（或者嗜睡）是一种强烈渴望睡眠的状态，或者睡眠时间异常长的状态（比较嗜睡）。它有独特的含义和原因。它可以指入睡前的通常状态， 由于昼夜节律紊乱而处于昏昏欲睡的状态，或其他健康问题的症状。它可能伴随着嗜睡、虚弱和缺乏精神敏捷性。 
嗜睡通常被视为一种症状，而不是一种障礙。然而，由于某些原因在某些时间反复出现的嗜睡概念构成了各种障碍，例如白天过度嗜睡、轮班工作睡眠障碍等；医学上也将嗜睡视为一种疾病。
在执行需要持续集中注意力的任务（例如驾驶车辆）时，困倦可能会很危险。当一个人足够疲劳时，可能会出现微睡眠。对于睡眠不足的人，嗜睡可能会在短时间内自然消失；这种现象是第二次风，是由于昼夜节律的正常循环干扰了身体准备休息的过程而造成的。
嗜睡的英文“somnolence”源自拉丁语“somnus”，意思是“睡眠”。

## 原因

人类昼夜节律（24 小时）生物钟的一些特征。点击放大

### 昼夜节律紊乱
昼夜节律（“生物钟”）紊乱是嗜睡的常见原因，其他如睡眠呼吸中止症、失眠和猝睡症也是嗜睡的常见原因。 生物钟紊乱分为外源性（外部原因）或内源性。例如，前一种类型是轮班工作睡眠障碍，它影响夜间工作或轮班的人。内在类型包括： 
- 提前型睡眠週期症候群（ASPD）：患者感到非常困倦，晚上很早上床睡觉，早上很早醒来的一种情况。
- 睡眠相位后移症候群（DSPD）：睡眠时间、警觉性高峰期、核心体温节律、荷尔蒙和其他日常周期的错误，导致它们比正常情况晚几个小时，经常被误诊为失眠。
- 非24小時睡眠覺醒障礙：生理時鐘和睡眠-覺醒週期有缺陷，通常长于（很少短于）正常 24 小时周期，导致失眠和过度嗜睡的主诉。
- 睡眠-觉醒节律不规律：24小时内有多次小睡，没有主要的夜间睡眠发作，并且日复一日不规律。

### 身体疾病
嗜睡也可能是对感染的反应。 这种嗜睡是几种疾病行为或对感染的反应之一，一些理论认为，这种行为或反应是为了在身体通过发烧和其他方式对抗感染时保存能量来促进康复。  此外，其他原因还包括： 
- 发作性睡病– 神经系统紊乱
- 特发性嗜睡症– 中枢性嗜睡症
- 昏睡病——由特定寄生虫引起
- 焦虑
- 脑肿瘤
- 慢性疼痛
- 脑震荡——轻度脑外伤
- 糖尿病
- 纤维肌痛
- 头部受伤
- 高钙血症——血液中钙含量过多
- 高镁血症
- 低钠血症——低血钠
- 甲状腺功能减退症——身体无法产生足够的激素来控制细胞如何利用能量
- 脑膜炎
- 情绪障碍——抑郁症
- 多发性硬化症
- 颅骨骨折
- 压力

### 药品
- 镇痛药——主要是处方药或非法阿片类药物，如奥施康定或海洛因
- 抗惊厥药/抗癫痫药– 如苯妥英(Dilantin)、卡马西平(Tegretol)、普加巴林(Lyrica) 和加巴喷丁(Neurontin)
- 抗抑郁药– 例如镇静三环类抗抑郁药[8]阿米替林和米氮平。 SSRIs [9]和SNRIs以及MAOIs引起嗜睡的情况较少见。
- 抗组胺药– 例如苯海拉明（ Benadryl 、 Nytol ）、多西拉敏（Unisom-2）、羟嗪（Atarax）和异丙嗪（Phenergan）
- 抗精神病药物– 例如鲁拉西酮(Latuda)、硫利达嗪、喹硫平(Seroquel)、奥氮平(Zyprexa)、利培酮和齐拉西酮( Geodon )，但不包括氟哌啶醇
- 用于治疗帕金森病的多巴胺激动剂——例如培高利特、罗匹尼罗和普拉克索。
- HIV药物 – 例如依法韦仑
- 高血压药物 – 例如氨氯地平
- 安眠药，即催眠药，俗称安眠药。
- 镇静剂– 例如佐匹克隆(Zimovane)，或苯二氮卓类药物，例如地西泮(Valium) 或硝西泮(Mogadon) 以及巴比妥类药物，例如阿莫巴比妥(Amytal) 或司可巴比妥(Seconal)
- 其他以足够或有毒剂量影响中枢神经系统的物质

## 评估
量化困倦需要仔细评估。诊断取决于两个因素，即慢性性和可逆性。慢性性意味着患者与健康人不同，会经历持续的嗜睡，而且这种情况不会过去。可逆性是指即使个体入睡，睡意在醒来后也可能不会完全消失。评估的问题在于，患者可能只会报告困倦的后果：精力丧失、疲劳、疲倦、记忆困难或注意力不集中等。制定客观的措施来量化困倦至关重要。多次睡眠潜伏期测试(MSLT) 是一个很好的测量工具。它评估一天中的入睡潜伏期（通常是 8:00 到 16:00）。 平均睡眠潜伏期小于 5 分钟是病理性嗜睡的迹象。 

## 严重性
许多诊断测试，包括爱普沃斯嗜睡量表，可帮助确定异常嗜睡的严重性和可能的原因。  